# Iksan
Iksan (익산) je město v Jižní Koreji v provincii Severní Čolla. Původně se město nazývalo Iri (이리시, Iri-si), ale v roce 1995 bylo sloučeno s okolním okresem a přejmenováno na Iksan. Leží na důležitém železničním uzlu, kde se protínají dvě vlakové linky. Je zde i několik univerzit. Iksan je nazývám „městem bižuterie“ a má muzeum šperků, které bylo otevřeno v roce 2002. V listopadu 2006 se zde vyskytla ptačí chřipka H5N1.

## Partnerská města
- Čen-ťiang, Čína
- Odense, Dánsko